# Caryl Bertho
Caryl Lynn Bertho Montaño (Ciudad Guayana, Venezuela, 19 de abril de 1964) es una abogada y política venezolana. Actualmente es ministra del Poder Popular para la Mujer. Fue gobernadora del estado Aragua en suplencia de Tareck El Aissami.

## Biografía

### Juventud, educación y familia
Caryl Bertho nació Ciudad Guayana, Venezuela el 19 de abril de 1964.
Estudió bachillerato en el Liceo Militar José Antonio Anzoátegui en la población de Puerto Píritu, municipio Peñalver en el estado Anzoátegui, hoy Liceo Naval José Antonio Anzoátegui obteniendo el título de bachiller de la república en Ciencias y Ciencias Militares. Estudió Derecho en la Universidad Santa María, y litigó por un tiempo en el área civil.
Bertho está casada con el general del ejército Ramiro Acosta Chirino, hermano de Yoel Acosta Chirino; ambos hermanos participaron en el intento de golpe de Estado del 4 de febrero de 1992.

### Vida política
Caryl Bertho fue militante de los desaparecidos Movimiento Bolivariano Revolucionario 200 y del Movimiento V República.
Fue candidata por el Partido Socialista Unido de Venezuela (PSUV) para el circuito 1 del estado Aragua de cara a las elecciones parlamentarias del 6 de diciembre de 2015. Igualmente fue delegada de Aragua para el III Congreso del PSUV. Laboraba como secretaria general del Despacho de la Gobernación de Aragua bajo la gestión de Tareck El Aissami desde diciembre de 2012. En julio de 2013 consignó ante el Ministerio Público evidencias de presuntos actos de corrupción de la gestión del exgobernador de Aragua Rafael Isea.
En marzo de 2015 asumió la titularidad de la Gobernación en condición de suplente de El Aissami durante ocho días. Fue directora de la Oficina Nacional de Identificación y Extranjería y Dirección de Identificación y Extranjería (Onidex) del estado Aragua, hoy Servicio Administrativo de Identificación, Migración y Extranjería (Saime). 
Fue la gobernadora de Aragua (Secretaría General de la Gobernación), tras el nombramiento de Tareck El Aissami como vicepresidente ejecutivo de Venezuela hasta el 15 de octubre de 2017 cuando fue elegido Rodolfo Clemente Marco Torres. 
El 7 de diciembre de 2017 asume como vicemenistra de Redes Populares en Vivienda. Actualmente desde el 14 de junio de 2018 es ministra para la Mujer e Igualdad de Género.